# ソ・グォンスン

ソ・グォンスン（徐權順、 1948年10月14日 - ）は、大韓民国の俳優である。1968年に演劇俳優としてデビューし、1969年MBC1期公開採用タレントで正式デビューした。多数の映画、ドラマ等で意地の悪い姑として迫力のある演技を見せる俳優。国民の姑というニックネームもあるほどで、特にKBSのドラマ「夫婦クリニック　愛と戦争」の姑の役は有名。

## 出演作

### 映画
- 「白痴のオシドリ」
- 「でこぼこ畑の愛」
- 「ヨングと黄金バット」
- 「愛と涙」
- 「全部来い　泥棒」
- 「 3人組」
- 「熱愛」

### TVドラマ
KBS
- 「銭湯の男たち」（1996年） -パクマダム
- 「女はどこで休むのか」（1997年）
- 「折鶴」（1998年）
- 「学校」（1999年） -ヒョクス母
- 「夫婦クリニック　愛と戦争」（1999年〜2009年）
- 「明成皇后」（2001年） -シム・スンテクの妻
- 「家庭の月　特集ドラマ-夢見る家族」（2001年）
- 「私が愛する人　誰だろう」（2002年） -コウンの母
- 「ナツメの木に愛がなる家」（2002年）
- 「魔法戦士ミルガオン（朝鮮語版）」（2005年） -アラの祖母
- 「パートナー」（2009年） -姑
- 「愛してよかった」（2010年） -ジョンニム
- 「夫婦クリニック　愛と戦争2」（2011年〜2014年）
- 「カッコウの巣」（2014年） -クァク・ヒジャ
- 「名前のない女」（2017年） -ソ・マリョン
- 「オッケー光の姉妹」（2021年） -オ・メンジャ（声の出演）
- 「赤靴」（2021年） -ジョ・グムスン

MBC
- 「バクスンギョン」（1982年）
- 「一つ屋根　三家族」（1986年）
- 「青い教室」（1987年）
- 「田園日記」（1988年） -キム・ジェホが通う、町の喫茶店マダム
- 「二人の姉妹」（1992年） -ギリシャ キム
- 「田園日記」（1994年） -病院の婦人科医
- 「田園日記」（1994年） -ヤンチョンニを訪ねてきたさすらい占い師（679回おかしなゲスト編）
- 「第3共和国」（1993年） -キム・ヒョンシン
- 「第4共和国」（1995年）
- 「田園日記」（1996年） -ヤンチョンニのキム会長の長男の嫁ウニョンの実家の母親
- 「青春シットコム男3人女3 」（1996年） -シン・ドンヨプの母ソ・グォンスン
- 「私が生きる理由」（1997年） -ミョンハの母親
- 「月曜シットコム　俺たち三人組」（2000年） -パク・サンミョンの彼女イ・アヒョンの母ソ・グォンスン。精神科医チョン・ウンインの彼女チェ・ミンヒの母ソ・グォンスン。
- 「青春シットコム　ニューノンストップ」（2000年） -ソホグループ会長キム・グァンナム（バク・グァンナム）の夫人であり、キム・ソンスの母ソ・グォンスン
- 「結婚の法則」（2001年）
- 「秋に会った男」（2001年）
- 「人魚姫」（2002年） -ホン・ミソン
- 「私の隠れた愛」（2004年） -ジヌクの母
- 「花の仙女様」（2004年） -パク菩薩
- 「アンニョン、フランチェスカ　シーズン3」（2005年）
- 「ニューハート」（2007年） -ハンスジンの母
- 「天下一色パク・ジョングム」（2008年） -キョンスの母
- 「白い嘘」（2008年）
- 「百年の遺産」（2013年） -ホンジュの母

SBS
- 「シチュエーションコメディLAアリラン」（1998年）
- 「女性万歳」（2000年）
- 「女人天下」（2001年） -貴人 鄭氏
- 「失業者の脱出」（2003年）
- 「パリの恋人」（2004年） -ミジャ
- 「ある日突然」（2006年）
- 「完璧な隣人に会う方法」（2007年） -送迎者
- 「家門の栄光」（2008年） -チェ・ヨンジャ
- 「鴨緑江は流れる」（2008年） -隊員の母親
- 「妻の誘惑」（2008年〜2009年） -セファ化粧品会長
- 「三姉妹」（2010年）

韓国教育放送公社
- 子供の歴史ドラマ「ジャンプ」：朝鮮時代の変な主婦「申師任堂」 -サイムダン（キム・イェリョン）の姑 洪氏の役

### 演劇
- 「ラブ」

### テレビ番組
- 2002年, 2007年, 2008年　KBS1 「家族娯楽館」
- 2003年, 2016年　KBS2 「ビタミン」
- 2015年　EBS 「トークショー親-ベテランだ」
- 2016年　MBC 「有能な人たち」
- 2017年　tvN 「コメディビッグリーグ」
- 2020年　MBC 「ミステリー音楽ショー　覆面歌王」12月13日放送「恨500年」

### ラジオ番組
- 2015年EBS FM 「EBS 本を読むラジオ朗読シリーズ」